# Menandre Protector
Menandre Protector (en llatí Menander, en grec Μένανδρος) fill d'Èufrates de Bizanci, fou un retòric i historiador romà d'Orient que va viure en temps de l'emperador Maurici (que va començar a regnat el 581).
Segons l'enciclopèdia Suides, va reprendre el fil de la història en el punt que fou deixat per Agàties, és a dir l'any 558, en el vint-i-tresè any del regnat de Justinià I, i la va seguir fins al 582 gairebé fins a la mort de Tiberi II. Una bona part de l'obra es conserva. El seu estil imitava al d'Agàties amb alguns intents de refinament que no van reeixir. A més de Suides, el menciona Teofilacte Simocata. Va escriure almenys un epigrama que es conserva a l'Antologia grega.
El seu nom "Protector", que era equivalent a "guardaespatlles", derivava probablement d'haver-se dedicat a aquesta activitat.